# توماس بيل (عالم)
توماس بيل (بالإنجليزية: Thomas Bell)‏ (و. 1792 – 1880 م) هو كاتب، وعالم حيوانات، وعالم زواحف، من المملكة المتحدة لبريطانيا العظمى وإيرلندا، وكان عضوًا في الجمعية الملكية، والأكاديمية الألمانية للعلوم ليوبولدينا، والأكاديمية الهنغارية للعلوم، توفي عن عمر يناهز 88 عاماً.

## مناصب وهيئات
أدار كلية كينجز لندن.

## جوائز
حصل على جوائز منها:
- زميل في الجمعية الملكية
- زميل في الجمعية الملكية.